# 上岡駅
上岡駅（かみおかえき）は、大分県佐伯市大字上岡にある、九州旅客鉄道（JR九州）日豊本線の駅である。

## 歴史
- 1920年（大正9年）11月20日：鉄道省が開設[2]。
- 1972年（昭和47年）
  - 2月25日：貨物取扱廃止[2]。
  - 3月30日：荷物扱い廃止[3]。無人駅となる[4]。
- 1987年（昭和62年）4月1日：国鉄分割民営化により九州旅客鉄道が継承[2]。
- 2017年（平成29年）
  - 9月19日：平成29年台風18号により9月17日から運休[5]、臼杵駅 - 延岡駅間不通のため佐伯駅 - 延岡間で代行バス輸送を開始[6][7]。
  - 9月25日：佐伯駅 - 市棚駅間運転再開（バス代行輸送終了）[8]。

## 駅構造
島式ホーム1面2線を有する地上駅で、跨線橋を備えている。
無人駅である。開業時からの木造駅舎は公民館として利用されている。

### のりば
| のりば | 路線      | 方向 | 行先     |
| ------ | --------- | ---- | -------- |
| 1      | ■日豊本線 | 下り | 延岡方面 |
| 2      | ■日豊本線 | 上り | 佐伯方面 |

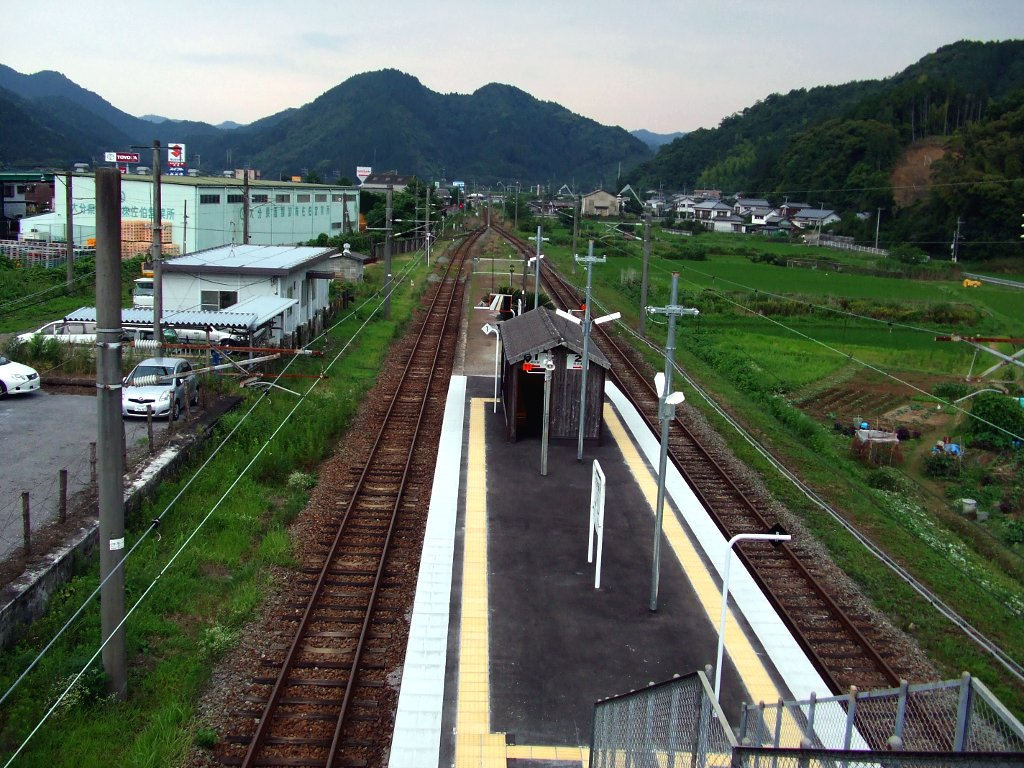
跨線橋から延岡・宮崎方面を望む
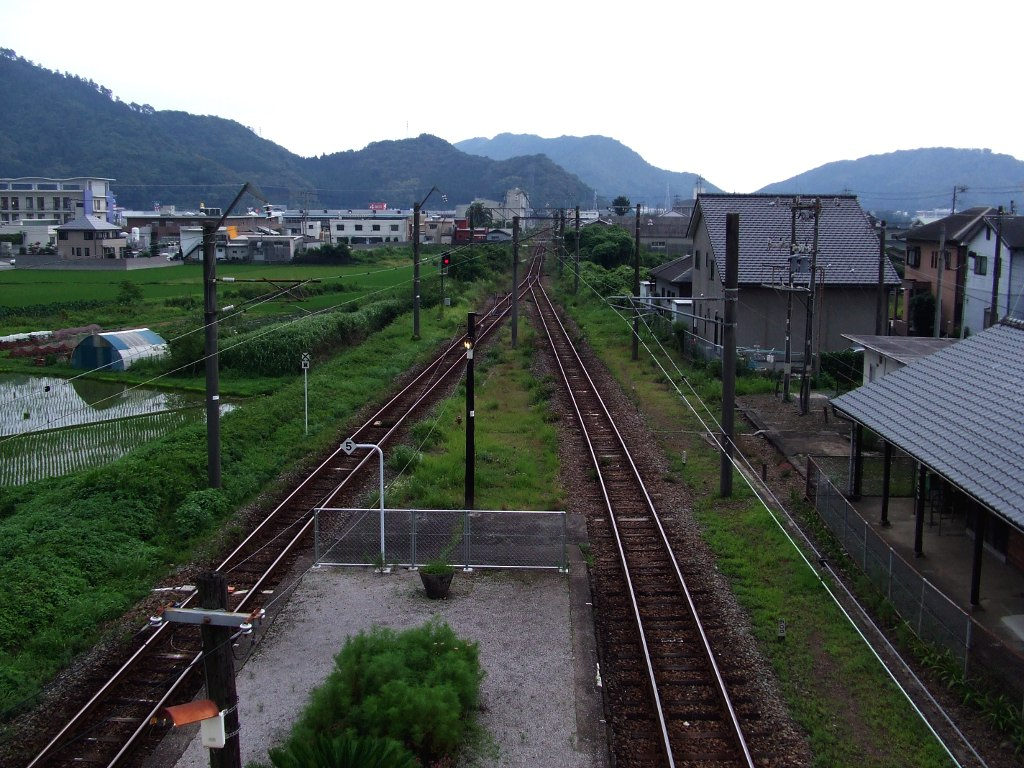
跨線橋から臼杵・大分方面を望む
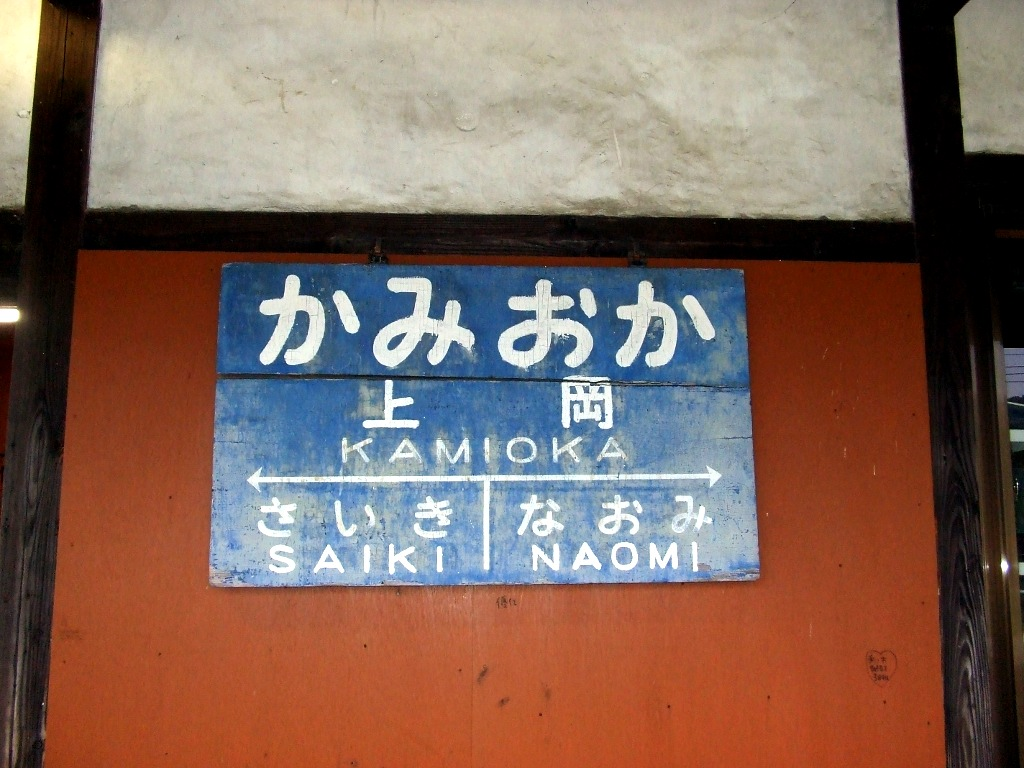
駅名標
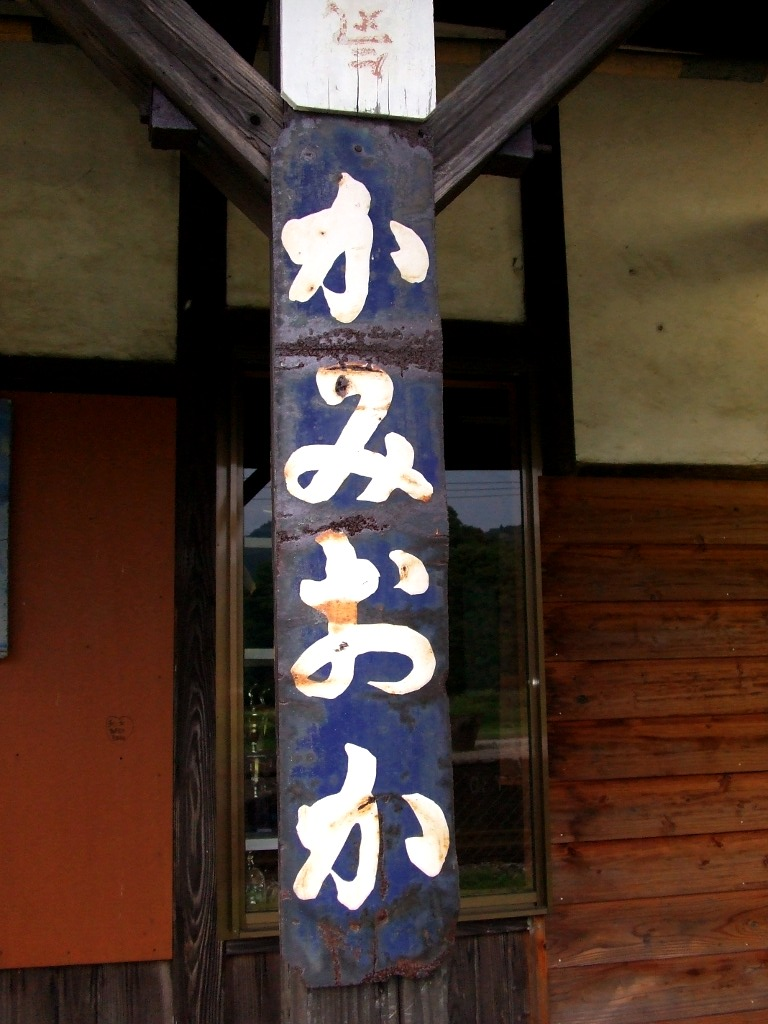
短冊形の駅名標

## 利用状況
- 2015年度の1日平均乗車人員は13人である。（前年度比+5人）[9]

| 乗車人員推移 | 乗車人員推移 |
| 年度         | 1日平均人数  |
| ------------ | ------------ |
| 2000         | 47           |
| 2001         | 46           |
| 2002         | 63           |
| 2003         | 44           |
| 2004         | 29           |
| 2005         | 29           |
| 2006         | 30           |
| 2007         | 27           |
| 2008         | 25           |
| 2009         | 16           |
| 2010         | 13           |
| 2011         | 9            |
| 2012         | 9            |
| 2013         | 8            |
| 2014         | 8            |
| 2015         | 13           |

## 駅周辺
- コスモタウンフリーモール佐伯 - サンリブさいきを核店舗とするショッピングセンター。
- 西田厚徳病院
- 大和冷機工業上岡工場
- 大分県道503号上岡停車場線
- 国道217号
- 番匠川
- 樫野橋
- 東九州自動車道佐伯IC
- 大分県立佐伯豊南高等学校

## 隣の駅
九州旅客鉄道（JR九州）
■日豊本線
佐伯駅 - 上岡駅 - 直見駅